# Mausoleo de Bernardino Rivadavia
El mausoleo de Bernardino Rivadavia es un monumento funerario ubicado en el centro de la Plaza Miserere (antiguamente llamada Plaza Once), en la ciudad de Buenos Aires, Argentina. Alberga los restos de Bernardino Rivadavia (1780–1845), primer presidente de las Provincias Unidas del Río de la Plata, y constituye un caso singular: es el único sepulcro monumental en el país emplazado en un espacio completamente civil, fuera de cementerios o iglesias.

## Historia

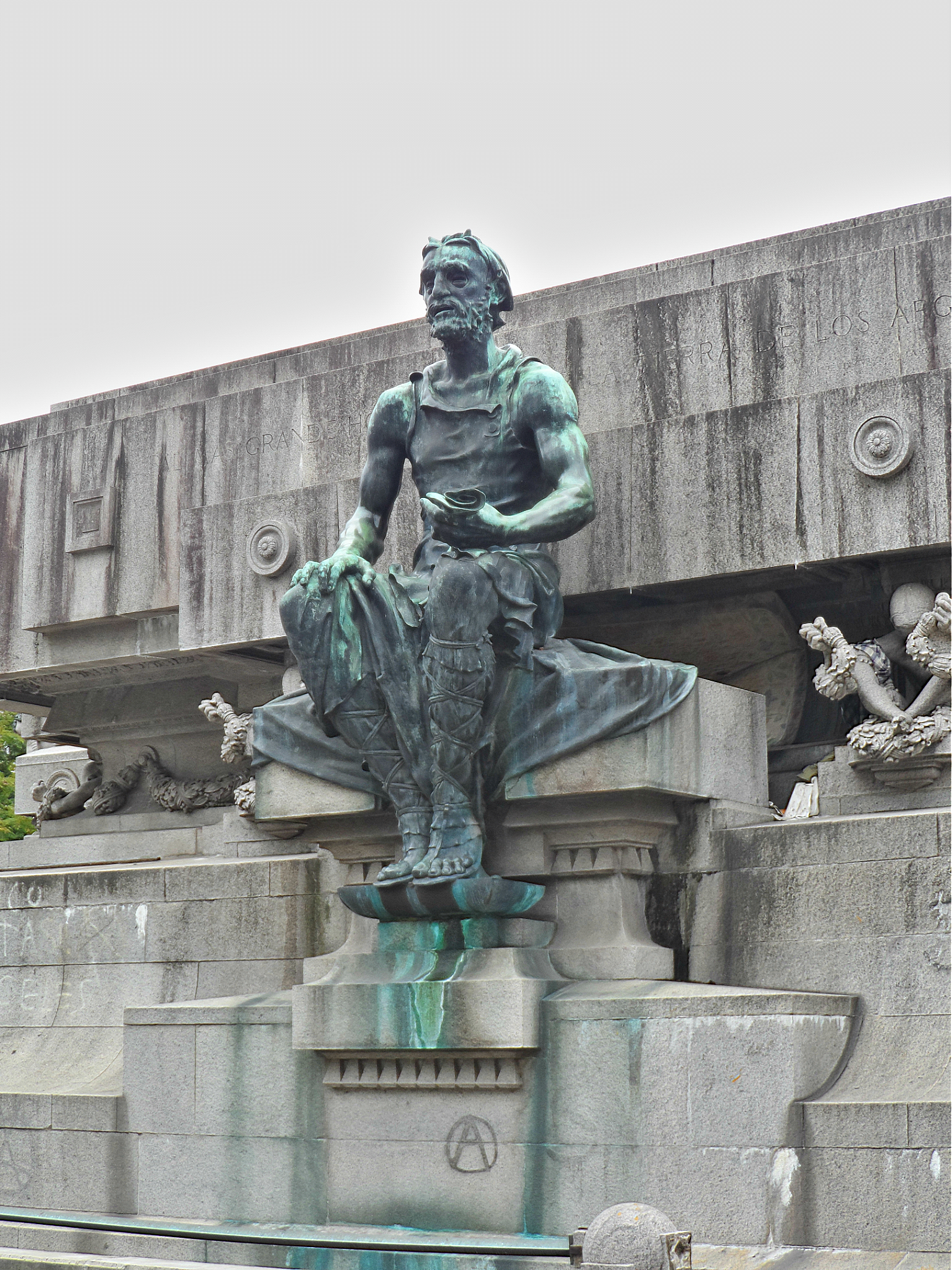
Moisés representando la ley.

Rivadavia murió en el exilio, en Cádiz, España, el 2 de septiembre de 1845. En su testamento había expresado que no deseaba ser enterrado ni en Buenos Aires ni en Montevideo. A pesar de ello, sus restos fueron repatriados en 1857 y depositados en el Cementerio de la Recoleta.
El monumento fue inaugurado el 3 de septiembre de 1932 en una ceremonia multitudinaria. La urna con sus cenizas fue trasladada en una cureña desde Recoleta hasta la plaza, acompañada por unos 50.000 estudiantes, autoridades legislativas, representantes diplomáticos y el presidente Agustín P. Justo. La ceremonia incluyó el sobrevuelo de 21 aeronaves militares desde la base de El Palomar y una suelta de 2000 palomas al descubrirse el monumento.
Durante el acto, el presidente Justo declaró: “Día de noble orgullo y justificada alegría es este en el que la Nación Argentina da tumba definitiva, digna de su gloria, al que vive en el corazón del pueblo, que lo ha consagrado, haciendo suyo el juicio de Mitre grabado en este monumento: ‘el más grande hombre civil de los argentinos’”.

## Características
El mausoleo fue diseñado por el escultor Rogelio Yrurtia, uno de los artistas más destacados de Argentina. Su diseño presenta una combinación de estructura arquitectónica y escultórica bajo influencia del art decó, empleando 1647 bloques de granito con un peso total de 1500 toneladas.
El conjunto mide 25 metros de largo, 15 de ancho y 9,5 de alto, equivalente a un edificio de tres pisos. En el centro se encuentra una cámara a nivel del suelo que contiene la urna funeraria, iluminada por un techo acristalado que genera una atmósfera dorada en el interior. En los frentes se ubican dos figuras simbólicas de bronce de 5,5 metros: Moisés, representando la ley, y una figura juvenil que simboliza la República o la acción.
El mausoleo integra una cripta con placas conmemorativas, y sus accesos están dispuestos simétricamente en ambos extremos del monumento.

## Contexto histórico
Antes de ser presidente entre 1826 y 1827, Rivadavia se desempeñó como Ministro de Gobierno de Buenos Aires entre 1821 y 1824. Desde allí impulsó una serie de reformas modernizadoras en los ámbitos político, económico, educativo y religioso, en el marco de los ideales del Partido del Orden. Este grupo buscaba consolidar a Buenos Aires como un modelo liberal y republicano para el resto del país.
Su mandato presidencial, sin embargo, estuvo signado por conflictos internos, crisis económicas y la Guerra del Brasil, lo que llevó a su renuncia en 1827 y posterior exilio. Paradójicamente, aunque pidió expresamente no ser sepultado en Buenos Aires, hoy su tumba se ubica sobre la Avenida Rivadavia, que fue nombrada así en el mismo año de su repatriación.
Esta obra es un bien declarado como Monumento Histórico Nacional, en 1946, en el marco de la ley N°12.665 y pertenece al Patrimonio Cultural de la Ciudad Autónoma de Buenos Aires dentro de la ley N°1.227.